# گذر (شهرستان اوزکند)
گذر (به لاتین: Guzar) یک منطقهٔ مسکونی در قرقیزستان است که در شهرستان اوزکند واقع شده‌است. گذر ۸۴۰ نفر جمعیت دارد.